# Вальтер Елер
Вальтер Елер (нім. Walther Oehler; 3 січня 1888, Берлін — 6 липня 1968, Мюнхен) — німецький військово-морський діяч, контрадмірал крігсмаріне (1 жовтня 1942). Кавалер Німецького хреста в золоті.

## Біографія
1 серпня 1908 року вступив на флот. Пройшов підготовку у військово-морському училищі і на лінійному кораблі «Рейнланд». У жовтні 1913 року відряджений в Китай, командував батареєю в Циндао. 7 листопада 1914 року взятий в полон японцями. Після закінчення Першої світової війни повернувся до Німеччини і 28 серпня 1920 року був звільнений у відставку. 1 жовтня 1932 року знову вступив у ВМФ і був зарахований в інспекцію морської артилерії (20 квітня 1941 року переведений із запасу на дійсну службу). З 1 жовтня 1933 року — начальник курсу училища берегової артилерії, з 21 жовтня 1938 року — радник в інспекції поповнень в Кенігсберзі. З 7 вересня 1939 року — командир 5-го морського артилерійського депо-дивізіону. 14 вересня 1939 року переведений в фортецю Готенгафен, а 14 жовтня 1939 року призначений командиром групи зенітної артилерії у Вільгельмсгафені. З березня 1940 року очолював ділянки Нордернай, потім Гельголанд, Вільгельмсгафен і Везермюнде. З 26 травня 1940 року — командир 2-го морського зенітного полку, з 1 травня 1942 року — 2-ї морської зенітної бригади. З 14 грудня 1943 року — комендант берегових укріплень Бергена. 21 квітня 1944 року був важко поранений і в серпні 1944 року відрахований з посади. 31 січня 1945 року звільнений у відставку.

## Нагороди
- Залізний хрест 2-го і 1-го класу
- Колоніальний знак
- Почесний хрест ветерана війни з мечами
- Медаль «За вислугу років у Вермахті»
  - 4-го і 3-го класу (12 років; 2 жовтня 1936) — отримав 2 нагороди одночасно.
  - 2-го класу (18 років)
- Застібка до Залізного хреста
  - 2-го класу (23 грудня 1939)
  - 1-го класу (31 липня 1940)
- Орден Меча, командорський хрест (Швеція; 22 жовтня 1940)
- Нагрудний знак морської артилерії (20 квітня 1942)
- Німецький хрест в золоті (28 січня 1944)
- Нагрудний знак «За поранення» в чорному (25 травня 1944)